# Пехотная дивизия «Фердинанд фон Шилль»
Пехотная дивизия «Фердинанд фон Шилль» (нем. Infanterie-Division "Ferdinand von Schill") — тактическое соединение сухопутных войск вооружённых сил нацистской Германии, созданное в конце Второй мировой войны.

## История
Пехотная дивизия «Фердинанд фон Шилль» была сформирована 24 апреля 1945 года на основе штурмовой группы «Бург», входившей в резерв 12-й армии генерала танковых войск Вальтера Венка. Дивизия сражалась за удержание Виттенберга и Потсдама. Была разгромлена в боях за Берлин, остатки соединения капитулировали Красной армии с 8 по 10 мая 1945 года.

## Почётное наименование
Дивизия была названа в честь Фердинанда фон Шилля (нем. Ferdinand von Schill), национального героя Германии, прусского майора, участника Наполеоновских войн.

## Местонахождение
- с апреля по май 1945 (Германия)

## Подчинение
- 20-й армейский корпус 12-й армии группы армий «Висла» (24 апреля — 8 мая 1945)

## Командиры
- оберст-лейтенант Альфред Мюллер (24 апреля — 8 мая 1945)

## Состав
- 1-й пехотный полк «Фердинанд фон Шилль»
- 2-й пехотный полк «Фердинанд фон Шилль»
- Артиллерийский полк «Фердинанд фон Шилль»
- Бригада штурмовой артиллерии «Фердинанд фон Шилль»
- 394-я бригада штурмовых орудий
- Сапёрная рота «Фердинанд фон Шилль»
- Стрелковый батальон «Фердинанд фон Шилль»
- Батальон связи «Фердинанд фон Шилль»